# آي. أ. إل. دايموند
آي. أ. إل. دايموند (بالإنجليزية: I. A. L. Diamond)‏ هو منتج أفلام وكاتب سيناريو أمريكي، ولد في 27 يونيو 1920 في Ungheni ‏ في مولدوفا، وتوفي في 21 أبريل 1988 في بيفرلي هيلز في الولايات المتحدة بسبب ورم نخاعي متعدد.

## وصلات خارجية
- آي. أ. إل. دايموند على موقع IMDb (الإنجليزية)
- آي. أ. إل. دايموند على موقع الموسوعة البريطانية (الإنجليزية)
- آي. أ. إل. دايموند على موقع ألو سيني (الفرنسية)
- آي. أ. إل. دايموند على موقع ألو سيني (الفرنسية)
- آي. أ. إل. دايموند على موقع أول موفي (الإنجليزية)
- آي. أ. إل. دايموند على موقع قاعدة بيانات برودواي على الإنترنت (الإنجليزية)
- آي. أ. إل. دايموند على موقع قاعدة بيانات الأفلام السويدية (السويدية)
- آي. أ. إل. دايموند على موقع قاعدة بيانات الفيلم (الإنجليزية)
- آي. أ. إل. دايموند على موقع كينوبويسك (الروسية)